# Allgemeiner Sport-Club Göttingen von 1846 (pallacanestro)
L'ASC 1846 Göttingen è una società cestistica, facente parte della polisportiva ASC 1846 Göttingen, avente sede a Gottinga, in Germania. Gioca nel campionato tedesco.
Disputa le partite interne nella Georg-Christoph-Lichtenberg-Gesamtschule, che ha una capacità di 1.500 spettatori.

## Palmarès
- Campionato tedesco: 3

1979-80, 1982-83, 1983-84
- Coppa di Germania: 2

1984, 1985